# Csákvár
Csákvár é uma cidade da Hungria, situada no condado de Fejér. Tem 118,76 km² de área e sua população em 2019 foi estimada em 5.225 habitantes.